# 三菱・トッポ
トッポ（Toppo）は、三菱自動車工業がかつて製造・販売していた軽トールワゴン。「トッポ」を冠する車種として通算4代目の車種となる。

## 概要
2008年9月17日発売。「トッポBJ」の生産終了から約4年ぶりにトールワゴンタイプが復活した。当時の三菱には新規に車種を開発する資金がなく、同カテゴリーのスズキ・ワゴンRやホンダ・ライフのモデルチェンジも迫っていたため、三菱としても対抗馬を送り込む必要があった。また、ミニカトッポやトッポBJに乗るユーザーの代替時期にもさしかかっており、ユーザーの他社流出を防ぐ意味合いもあり、eKスポーツのプラットフォームにトッポBJの外板を組み合わせ、eKワゴンをベースとしたトールワゴンとして復活させた。全体のパーツの約60パーセントが既存車種からの流用であり、これにより大幅なコストダウンを達成しているが、各部設計の見直しやボディの板厚向上により、安全性やボディ剛性、静粛性が向上している。

## 歴史
2008年9月17日
販売開始。cmキャラクターは宮崎あおい。2代目eKワゴンのプラットフォームやパワーユニット・足回りを採用し、スプリング&ダンパーをトッポ専用の低重心設計にして、トールワゴンでありながら高い旋回安定性を実現した。エンジンは3G83型を採用し、NA・ターボともに制御系を改善し燃費を向上させた結果、FFのNAモデル（AT）が18.2-18.8km/L、ターボモデルが16.8km/L、4WDのNAモデルが17.2-18.0km/L、ターボモデルが15.0km/Lをマークしている（いずれも10・15モード）。ミニカトッポやトッポBJに設定されていたMT車、リヤハッチガラス開閉機構はワイパーがガラスから伸びているにもかかわらず今回のトッポでは全車未設定となっている。
エクステリアでは前後のサイドドアアウターパネルおよびルーフパネルをトッポBJから、バックドアアウターパネルも後期型のトッポBJからそれぞれそのまま流用し、ボンネットフードとヘッドランプをeKスポーツからいずれもそのまま流用している。なおトッポBJ譲りのリアフェンダーに呼応する専用デザインのフロントフェンダーとバンパーに関しては大幅に変更されている。ボディカラーは全8色。全高は、トッポBJ比でわずかに低くなり1,680 - 1,700mmとなっている。
インテリアでは1,430mmという軽トップクラスの室内高と、トッポBJ譲りの広いガラスエリアで開放感をアピール。また、UV＆ヒートプロテクトガラスや消臭天井などのクリーンかつストレスフリーを謳うcocochi（ここち）インテリアや、夜間での防犯性を高める運転席限定アンロック機能付マルチモードキーレスエントリーなど、女性ユーザーを意識したアメニティも装備する。
トッポBJではフロアシフト・コラムシフトだったシフトレバーの方式が2代目eKワゴンとインパネを共通化させたことによりインパネシフトに改められている。また、2代目eKワゴン同様センターメーターが採用されており、タコメーター付センターメーターは「T」のみ標準装備となる。
シート骨格はフロントシートがeKベース、リヤシートがトッポBJベースで、走行安定感を高めるためにヒップポイントを低目に設定。インテリアのトリム類はeKよりも上質感を狙ったものになっているという。
ROADEST（ローデスト）は専用メッキフロントグリル・エアダム、インテリアでも専用センターパネルを装着してドレスアップした特装車で、持込み登録となる。軽自動車がROADESTを名乗るのはこれが初めて。
2009年2月4日
「M」をベースに、ワンセグデジタルTVチューナー内蔵7インチワイドディスプレイHDDナビゲーション（MMES）とワンセグTVガラスアンテナを特別装備、スピーカーはリアスピーカーを追加して4スピーカーとし、つや消しのメッキドアミラーも装備された特別仕様車「M-Navi Edition」を発売。
2009年7月30日
一部改良。「eKワゴン」と同様に、NAエンジンの2WD・4AT車でエンジン及びオートマチックトランスミッションの制御見直しを行うとともに、全てのNAエンジン車で走行抵抗を低減し、燃費を向上（2WD車は18.8-21.0km/L、4WD車は17.8-18.6km/L）。さらに、「S」・「M」のサイドターンランプのレンズ色をアンバーに変更、NAエンジンの2WD・4AT車においてタイヤサイズ並びにホイールカバー、オプションのアルミホイールのデザインを変更（全てタウンボックス/クリッパーリオと共通）。ドアミラーはスタイリッシュな小型サイズに変更された。ボディカラーはサンフラワーイエローソリッドに替わり、オプションカラーのミスティックバイオレッドパールを追加、メーカーオプションのMMESは省電力・耐衝撃性に優れたSSD方式に変更。また、同日に「M」をベースに装備を厳選し、2WD車は99.8万円のお買い得価格に設定した特別仕様車「Limited」を発表（「Limited」発売並びに一部改良は8月19日から）。
2010年1月25日
特別仕様車「Joy Field」を発表（2月1日販売開始予定）。「M」をベースにサイドターンランプのクリアレンズを採用するなど装備の見直しを行い、求め易い価格設定とした。また、初回の車検前までの1年毎の法定点検に加え、6ヵ月毎の安心点検、さらにはエンジンオイル、オイルエレメント、フロントワイパーのゴムなどの消耗部品の無償交換・補充を行う「ハーティメンテナンス I しっかりパック」が無料で付与される。
2010年8月5日
一部改良。23日に販売開始。メーター部分に低燃費運転をサポートするECOランプを追加するとともに、「G」にはデジタルスピードメーターとアナログタコメーターを採用。また、ボディカラーは「ミディアムグレーメタリック」に替わり、「チタニウムグレーメタリック」を追加。グレード体系も見直され、「S」を廃止した。さらに、5年目以降の車検入庫時に保証延長点検（24ヶ月定期点検相当）を受けることを条件に適用される「最長10年10万km特別保証延長」の対象車種となった。なお、同年2月に発売した特別仕様車「Joy Field」はカタロググレードと同様の一部改良を受け、販売を継続する。
2010年12月20日
「M」をベースに、7インチワイドディスプレイSSDナビゲーション（MMES）を装備、ベース車のフロント2スピーカーに加え、リア2スピーカーを追加して4スピーカー化し、クリアサイドターンランプを採用した特別仕様車「Navi Collection M」を発表（2011年1月11日販売開始）。
2012年7月6日
一部改良。安全に関する法規制強化に対応し、ヘッドレストを大型化するとともに、ISO-FIXチャイルドシートアンカーを標準装備した。併せて、グレード体系の見直しにより「ROADEST」の4WD車を廃止した。
2013年6月6日
社長の益子修（当時）が、eKワゴンのフルモデルチェンジに伴う軽自動車のラインアップ集約に伴い、iと共に製造終了したことを明らかにした。
2013年9月27日
ホームページの掲載を終了し、在庫車の販売も同年度中に終了。後継はeKスペース。

## 車名の由来
- 車名のトッポ（Toppo）は、イタリア語でネズミ（本来のスペルは、topo）の意味である。また、英語の「top」と、日本語の「ノッポ」をかけ合わせ、この車のルーフの高さに、愛嬌を込めたものでもある。
- エアロバージョンの「ROADEST」（ローデスト）は”道”を意味する「Road」と”最上級”を意味する「～est」の掛け合わせで、オンロードでの走りの良さを予感させるスタイリッシュなエアロ仕様を纏った上級モデルをイメージしている。